# Севастьянов, Иван Ильич
Иван Ильич Севастьянов (1896, Псковская губерния, Российская империя — 1959, Новоазовский район, Донецкая область, Украинская ССР) — старший агроном подсобного хозяйства «Саханка» треста «Азовстальстрой» Министерства строительства СССР, Новоазовский район Сталинской области, Украинская ССР. Герой Социалистического Труда (1953).

## Биография
Родился в 1896 году в крестьянской семье в одном из сельских населённых пунктов Псковской губернии. В послевоенное время — старший агроном В послевоенные годы возглавлял подсобное хозяйство подсобного хозяйства треста «Азовстальстрой» в селе Саханка Новоазовского района.
Применял в хозяйстве передовые агротехнические методы. В первые годы Четвёртой пятилетки (1946—1950) ввёл травопольный севооборот, который позволил обеспечить высокий урожай зерновых культур. Занимался развитием в хозяйстве картофелеводства, садоводства, виноградарства и овощеводства. В 1952 году обеспечил получение зерновых с каждого гектара в среднем по 28,1 центнера с площади 1036 гектаров. Указом Президиума Верховного Совета СССР от 19 октября 1953 года удостоен звания Героя Социалистического Труда за "получение высокого урожая зерновых культур в целом в 1952 году " с вручением ордена Ленина и золотой медали «Серп и Молот» (№ 6734).
Этим же указом званием Героя Социалистического Труда был награждён директор хозяйства «Саханка» Андрей Андреевич Былбас.
После выхода на пенсию проживал в Новоазовском районе. Умер в 1959 году.